# توم كاري (لاعب كرة قاعدة)
توم كاري (بالإنجليزية: Tom Carey)‏ هو لاعب كرة قاعدة أمريكي، ولد في مارس 1846 في بروكلين في الولايات المتحدة، وتوفي في 16 أغسطس 1906 في سان فرانسيسكو في الولايات المتحدة.

## وصلات خارجية
- توم كاري على موقعبيزبول رفرنس.كوم (الدوري الرئيسي) (الإنجليزية)
- توم كاري على موقعبيزبول رفرنس.كوم (الدوري الثانوي) (الإنجليزية)